# SimTower
SimTower: The Vertical Empire (más conocido como SimTower ) es un videojuego de construcción y desarrollo de una torre que incluirá viviendas, oficinas, restaurantes, teatros, cines, hoteles y varios servicios más. Desarrollado por OPeNBooK Co., Ltd. y publicado por Maxis para Microsoft Windows y Mac OS 7 en noviembre de 1994.

## Jugabilidad
SimTower te pone en la piel de un constructor que debe desarrollar una torre hasta transformarla en un rascacielos de 100 pisos y con la clasificación de 5 estrellas.
Valiéndote de diferentes herramientas lograrás darle forma a la torre.
Básicamente empezarás ubicando oficinas y viviendas, uniendo los pisos con ascensores y escaleras. Suena simple, pero llegar a los 100 pisos es todo un desafío, debes crear estacionamientos subterráneos, tener cines, teatros, oficinas de seguridad, hospitales, lobbies y hasta ascensores express. Sin descuidar nunca la seguridad en la torre y el hecho de que los inquilinos y visitantes se puedan trasladar eficientemente por la misma.
Empiezas desde el nivel 0 y con un edificio sin estrellas. Tu logro máximo para transformarte en un Magnate de los edificios será alcanzar las nubes desarrollando paso a paso y estrella a estrella una colosal torre de 100 pisos y 5 estrellas en donde todo funcione como un reloj suizo.
- Datos: Q1057055